# Boom Festival
Boom Festival es un festival de psytrance que tiene lugar cada dos años en Idanha-a-Nova, Portugal.

## Historia
El Boom Festival inicio en el año 1997 con la temática de música trance y estilo psicodélico a las orillas del lago Idanha-A-Nova en Portugal. Se reunían los participantes del evento a escuchar la música presentada durante las fiestas y a disfrutar de las actividades recreacionales. 
Con el paso de los años y la atracción que generaba hacia la población, el Boom Festival fue creciendo y recibiendo a más personas en sus celebraciones. Hoy en día cada dos años durante su desarrollo, se recibe alrededor de 45 mil boomers en busca de vivir la experiencia que ofrece el festival, mismo que presenta artistas musicales de diversos géneros, entre ellos música electrónica y trance music. Se presentan también algunas exhibiciones artísticas y culturales, así como se promueven diversas actividades para los participantes del evento.

## Propósito
De acuerdo con las bases del festival mismo, se busca integrar la cultura, el arte y la música al tiempo en que se promueve la conciencia y respeto por el medio ambiente. Por esta razón, el Boom Festival no es patrocinado por ningún tipo de corporación o asociación externa, sino que es autosustentable mediante la recaudación de fondos por el desarrollo de proyectos eco-amigables. 
The Greener Festival Award, ha reconocido por esta razón al Boom Festival de manera internacional varios años desde el 2008 y hasta el 2016. En resultado a esto, las Naciones Unidas (UN) les hicieron una invitación a los organizadores del festival a participar dentro de la iniciativa “Música y Medio Ambiente de las Naciones Unidas (M&E)”.

## Áreas de recreación
El Boom Festival cuenta con siete áreas principales de recreación.
- Dance Temple: Dentro de esta área toman lugar las actividades que involucran al psytrance y el trance orgánico.
- Alchemy Circle: Área de cultura psicodélica
- Sacred Fire: Presentaciones de música global en vivo.
- Nataraj: Área de baile.
- Being Fields: En esta área se llevan a cabo actividades que pretenden tener un propósito de crecimiento espiritual.
- Museo de Arte Visionario: Exhibición de una galería que representa la historia del Boom.
- Chill Out Garden: Jardines en los que se puede pasar el rato, o bien participar en distintas actividades de relajación.

## Críticas
El Boom Festival se desenvuelve en el ambiente de la música psytrance. El simbolismo de la música trance se caracteriza por una experiencia trascendental en la que predomina el uso de agentes alucinógenos. Se utilizan materiales fluorescentes y psicodélicos como parte de la decoración con el propósito de incrementar los estímulos sensoriales.